# Susanna Messerschmidt
Susanna Messerschmidt (* 1962 in Stuttgart) ist eine deutsche Künstlerin, die insbesondere durch ihre Arbeit mit Latexobjekten Bekanntheit erlangt hat.

## Leben
Ihrem Studium an der Staatlichen Akademie der Bildenden Künste in Karlsruhe von 1984 bis 1990 schlossen sich im Jahr 1990 ein Stipendienaufenthalt in Moskau, sowie ein Graduierten-Stipendium der Akademie Karlsruhe, 1991 ein Stipendium der Kunststiftung Baden-Württemberg und 1993 ein DAAD-Stipendium in Tengenenge (Simbabwe) an. Nachdem sie 1997 an einer Ausstellung in Stuttgart mit Werken von Künstlern aus Stuttgart und Durban (Südafrika) teilgenommen hatte, führte sie 1998 ein Arbeitsaufenthalt in das BAT Centre in Durban. Darauf folgte 2013 eine Einladung zur 8. Biennale of Contemporary Art, Shiryaevo, Russland. Susanna Messerschmidt ist Mitglied im Deutschen Künstlerbund. Sie lebt derzeit in Stuttgart.

## Werk
Susanna Messerschmidt gestaltet ihre Arbeiten und Installationen größtenteils mit selbstgeformten und -gegossenen farbigen Latexobjekten verschiedener Größe. Dabei handelt es sich nicht um Abgüsse vorhandener Formen, sondern die Objekte lehnen sich in ihrer Gestaltung an organische Formen an. Die intensive Farbgebung der Objekte soll deren Künstlichkeit betonen. Ihre ersten Ausstellungsprojekte sind geprägt durch raumgreifende Installationen, die sich immer wieder auf die eigenwillige Formkraft der Natur und unser zivilisatorisches Verhältnis zu ihr beziehen.